# Finn Malmgrenfjorden
Finn Malmgrenfjorden is een fjord van het eiland Nordaustlandet, dat deel uitmaakt van de Noorse eilandengroep Spitsbergen.
Het fjord is vernoemd naar Zweeds meteoroloog Finn Malmgren (1895-1928).

## Geografie
Het fjord ligt in Orvin Land en is ongeveer zuid-noord georiënteerd. Het heeft een lengte van meer dan zes kilometer. Ze mondt in het noorden uit in de Noordelijke IJszee.
Een landtong van een halve kilometer breed scheidt het fjord van het westelijker gelegen fjord Adlersparrefjorden. De landtong verbindt het schiereiland Glenhalvøya met de rest van het eiland. Op ongeveer vier kilometer naar het oosten ligt de baai Albertinibukta.